# ブルー・マター (ジョン・スコフィールドのアルバム)
『ブルー・マター』（Blue Matter）は、アメリカ合衆国のジャズ・ギタリスト、ジョン・スコフィールドが1986年に録音・1987年に発表したスタジオ・アルバム。

## 背景
スコフィールドはマイルス・デイヴィス・グループ脱退後に自身のリーダー・バンドを結成し、当初はリッキー・セバスチャンがドラムスを担当していたが、ベーシストのゲイリー・グレインジャーの紹介によりデニス・チェンバースを迎えた。なお、普段チェンバースはバスドラムをツイン・ペダルで演奏していたが、本作のレコーディングではツイン・ペダルを持ってくるのを忘れ、シングル・ペダルを使用した。収録曲のうち3曲では、ハイラム・ブロックがリズムギターを担当した。
収録曲「ヘヴン・ヒル」は、スコフィールドが好んでいたバーボンのブランドに由来している。

## 反響・評価
『ビルボード』のコンテンポラリー・ジャズ・アルバム・チャートでは6位に達した。スコット・ヤナウはオールミュージックにおいて5点満点中4点を付け「純粋主義のジャズ・ファン向きではなく、そうした人々は少し後にブルーノートからリリースされた諸作を聴くべきだが、ギター・フリークの興味は引きつけられるだろう」と評している。

## トラック・リスト
全曲ともジョン・スコフィールド作曲。
| #  | タイトル                                      | 作詞 | 作曲・編曲 | 時間 |
| -- | --------------------------------------------- | ---- | ---------- | ---- |
| 1. | 「ブルー・マター - Blue Matter」              |      |            | 5:50 |
| 2. | 「トリム - Trim」                             |      |            | 7:37 |
| 3. | 「ヘヴン・ヒル - Heaven Hill」                |      |            | 4:30 |
| 4. | 「ソー・ユー・セイ - So You Say」             |      |            | 4:35 |
| 5. | 「ナウ・シーズ・ブロンド - Now She's Blonde」 |      |            | 5:35 |
| 6. | 「メイク・ミー - Make Me」                    |      |            | 2:55 |
| 7. | 「ザ・ナグ - The Nag」                        |      |            | 4:23 |
| 8. | 「タイム・マーチズ・オン - Time Marches On」  |      |            | 7:34 |

## パーソネル
- ジョン・スコフィールド - ギター
- ハイラム・ブロック - リズムギター(on #1, #5, #6)
- ミッチェル・フォアマン - キーボード
- ゲイリー・グレインジャー - エレクトリックベース
- デニス・チェンバース - ドラムス
- ドン・アライアス - パーカッション